# 難波和彦
難波和彦 （なんば かずひこ、1947年3月25日-） は日本の建築家。住宅作家。
グッドデザイン賞インテリア、吉岡賞（現新建築賞）・住宅建築賞などの受賞歴をもつなど意匠設計者として評価されると同時に、サステナビリティ (持続可能性) を考慮した建築作品群により、工業的側面からも評価を得ている。
代表作として「箱の家」シリーズがある。「箱の家」は、標準化・多様化・サステナビリティをコンセプトに掲げた都市型住宅のプロトタイプとしてデザイン・開発され、多様な敷地・意匠・構造のもとに百数十棟が建設されている。

## 経歴
- 1947年 - 大阪に生まれる
- 1969年 - 東京大学工学部建築学科卒業
- 1974年 - 東京大学大学院（東京大学生産技術研究所・池辺陽研究室）博士課程修了。同年、石井和絋とLANDIUM開設
- 1977年 - 一級建築士事務所 界工作舎設立
- 1996年 - 大阪市立大学建築学科 教授
- 2003年 - 東京大学大学院工学系研究科建築学専攻 教授
- 2010年 - 東京大学名誉教授

## 著書
- 『建築的無意識』住まいの図書館出版局、1991年
- 『戦後モダニズム建築の極北　池辺陽試論』彰国社、1999年
- 『箱の家に住みたい』王国社、2000年
- 『箱の構築』TOTO出版、2001年
- 『箱の家　エコハウスをめざして』NTT出版、2006年
- 『建築の四層構造　サステイナブル・デザインをめぐる思考』INAX出版、2009年
- 『新しい住宅の世界』放送大学教育振興会、2013年
- 『進化する箱　箱の家の20年』TOTO出版、2015年
- 『メタル建築史　もうひとつの近代建築史』鹿島出版会〈SD選書〉、2016年
- 『こころをよむ 住まいをよむ』NHK出版、2023年

## 記念論集
- 『建築の理 難波和彦における技術と歴史』鈴木博之、伊藤毅、佐々木睦朗、石山修武、前真之共編、彰国社、2010年

## その他
- せんだいデザインリーグ、トウキョウ建築コレクションなど審査委員を歴任。